# Sainte-Colombe-sur-Guette
Sainte-Colombe-sur-Guette là một xã của Pháp, nằm ở tỉnh Aude trong vùng Occitanie.
Người dân địa phương trong tiếng Pháp gọi là Sainte-Colombois.

## Hành chính
| Danh sách các xã trưởng                |                  |             |      |         |
| Giai đoạn                              | Giai đoạn        | Tên         | Đảng | Tư cách |
| tháng 3 năm 2001                       | tháng 3 năm 2008 | René Cantie | PS   |         |
| tháng 3 năm 2008                       |                  | René Cantie | PS   |         |
| Tất cả các dữ liệu trước đây không rõ. |                  |             |      |         |

## Thông tin nhân khẩu
| Năm | 1962 | 1968 | 1975 | 1982 | 1990 | 1999 |
| --- | ---- | ---- | ---- | ---- | ---- | ---- |
| Dân số | 102  | 86   | 70   | 64   | 58   | 57   |
| From the year 1968 on: No double counting—residents of multiple communes (e.g. students and military personnel) are counted only once. |      |      |      |      |      |      |